# بروس دونالد
بروس دونالد (بالإنجليزية: Bruce Donald) هو عالم حاسوب أمريكي، ولد في 1958.